# Verbascum trolanderi
Verbascum trolanderi är en flenörtsväxtart som beskrevs av Rothmaler. Verbascum trolanderi ingår i släktet kungsljus, och familjen flenörtsväxter. Inga underarter finns listade i Catalogue of Life.